# Oozetetes splendens
Oozetetes splendens är en stekelart som först beskrevs av Walker 1862.  Oozetetes splendens ingår i släktet Oozetetes och familjen hoppglanssteklar. Inga underarter finns listade i Catalogue of Life.